# Jonáš Tokarský
Jonáš Tokarský (* 25. února 1982, Ostrava) je český chemik a spisovatel. Vědecky působí na katedře chemie Přírodovědecké fakulty Ostravské univerzity a na Fakultě materiálově-technologické Technické univerzity Ostrava, kde se stal docentem. Jeho velkými koníčky jsou alchymie a hermetické vědy. Tento svůj zájem využil ve svém literárním debutu Alchymické dítě a jiné povídky (2003), který lze řadit ke sci-fi či fantasy. Roku 2004 za něj získal cenu Magnesia Litera v kategorii Objev roku. Navzdory zájmu o okultismus se označuje za ateistu.